# 沃克內什·德格法
沃克內什·德格法（英語：Worknesh Degefa，1990年10月28日—）是一名衣索比亞長距離長跑運動員。截至2019年4月，她以2019年1月25日在杜拜馬拉松賽的2小時17分41秒的成績，位列女子馬拉松史上第四快的選手。當時杜拜馬拉松的冠軍是當時有第三名馬拉松成績的露丝·切普恩杰蒂奇。德格法在2017年以2小時22分36秒的成績贏得了杜拜馬拉松的賽事，並隨後在2018年再度參賽，以2小時19分53秒的成績完賽，名列第四，排在另外三名衣索比亞選手之後。包含德格法在內的四名女性選手創下了首次在同一場比賽中都跑進2小時20分內的歷史紀錄。在2016年，德格法在布拉格半程馬拉松賽上跑出1小時6分14秒的成績。
2019年4月15日，德格法在當年的波士頓馬拉松賽中以2小時23分31秒的成績贏得冠軍，她在未有先前該場次的經驗及訓練下，早早在離起點8公里的位置上就領先了群眾。並在領先其他選手近3分鐘的時間下通過30公里處。埃德娜·基普拉加特在跑過心碎丘（Heartbreak Hill）後試圖追趕德格法，最終將差距縮小到42秒，獲得亞軍。

## 國際賽事
| 年   | 賽事               | 舉辦城市             | 名次   | 記錄          |
| ---- | ------------------ | -------------------- | ------ | ------------- |
| 2017 | 杜拜馬拉松         | 阿拉伯联合酋长国杜拜 | 冠軍   | 2小時22分36秒 |
| 2017 | 奧洛摩次半程馬拉松 | 捷克奧洛穆茨         | 冠軍   | 1小時09分19秒 |
| 2018 | 杜拜馬拉松         | 阿拉伯联合酋长国杜拜 | 第四名 | 2小時19分53秒 |
| 2018 | 布拉格半程馬拉松   | 捷克布拉格           | 殿軍   | 1小時08分10秒 |
| 2019 | 杜拜馬拉松         | 阿拉伯联合酋长国杜拜 | 亞軍   | 2小時17分41秒 |
| 2019 | 波士頓馬拉松       | 美國波士頓           | 冠軍   | 2小時23分31秒 |
| 2020 | 杜拜馬拉松         | 阿拉伯联合酋长国杜拜 | 冠軍   | 2小時19分38秒 |

## 外部連結
- 沃克內什·德格法在的頁面